# 飛利浦
皇家飞利浦，全称荷蘭皇家飛利浦公司，简称飞利浦（英語：Philips）是总部设在荷蘭阿姆斯特丹的跨國公司。源於1891年由赫拉德·飞利浦（Gerard Philips）和父亲弗雷德里克·飞利浦（Frederik Philips）在荷兰恩荷芬创建。飞利浦曾有三个主要部门：飞利浦消费电子产品（原飞利浦消费电子、飞利浦家电及个人护理），飞利浦医疗保健（原飞利浦医疗系统）和飞利浦照明，2021年將家電部門和品牌名稱使用權賣給中國公司高瓴資本集團。
飞利浦主要上市在阿姆斯特丹泛欧证券交易所，是AEX指数的成份股，二次上市在纽约证券交易所。

## 公司历史

### 创建
| 年份   | 事件 |
| 1891年 | 赫拉德·飞利浦（Gerard Philips）和父亲弗雷德里克·飞利浦（Frederik Philips）在埃因霍温创建了飞利浦公司。弗雷德里克·飞利浦当时在扎尔特博默尔做银行生意，之所以选择把工厂设在埃因霍温是因为那里刚好有建筑可以用来建厂。当时飞利浦只是一个简单的碳丝电灯泡组装厂。这个工厂现在被改造成一个以照明艺术为主的博物馆。赫拉德·飞利浦则是对研究非常感兴趣，奠定了飞利浦物理实验室（Philips Natuurkundig Laboratorium，NatLab）的基础，并演化成如今的埃因霍温高科技园（High Tech Campus Eindhoven）。               |
| 1895年 | 飞利浦经历了接近破产的困难之后，比赫拉德年幼16岁的弟弟安东·飞利浦（Anton Philips）加入公司。虽然安东拥有工程学位，但是开始的主要工作却是市场销售。很快，由于安东给公司带来的商业活力，公司开始快速增长。1907年，飞利浦金属丝电灯泡有限公司（N.V. Philips’ Metaalgloeilampfabriek）于埃因霍温成立；接着1912年成立飞利浦电灯泡有限公司（N.V. Philips' Gloeilampenfabrieken），由赫拉德和安东共同经营。他们管理下的飞利浦为后来的电子跨国企业打下了基础。 在20世纪20年代，公司开始生产其他产品，如真空管。 |
| 1939年 | 他们推出自己的Philishave电动剃须刀（使用Norelco品牌名称在美国销售）。 |

### 飞利浦无线电广播

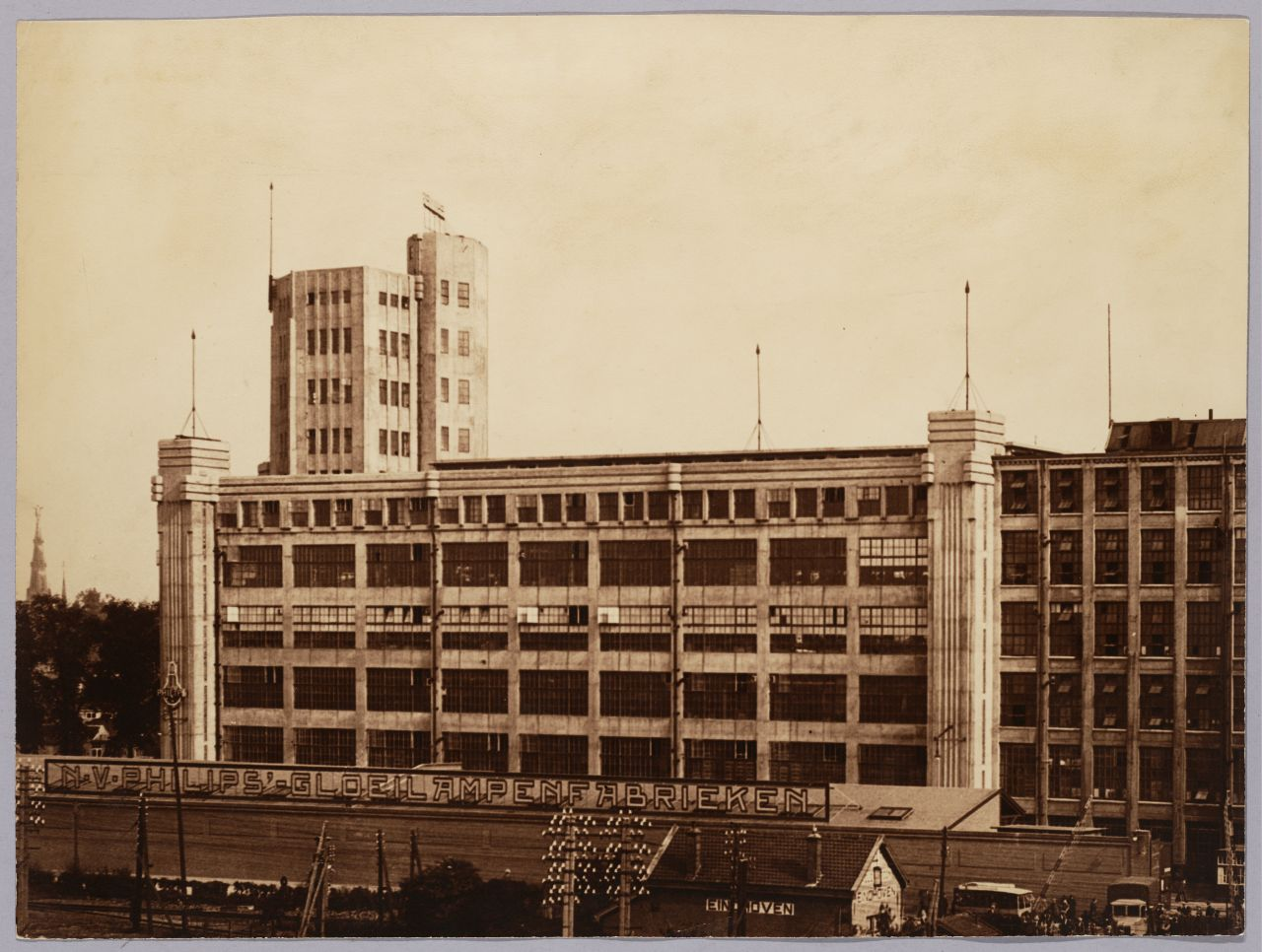
1927年飛利浦恩荷芬燈泡廠

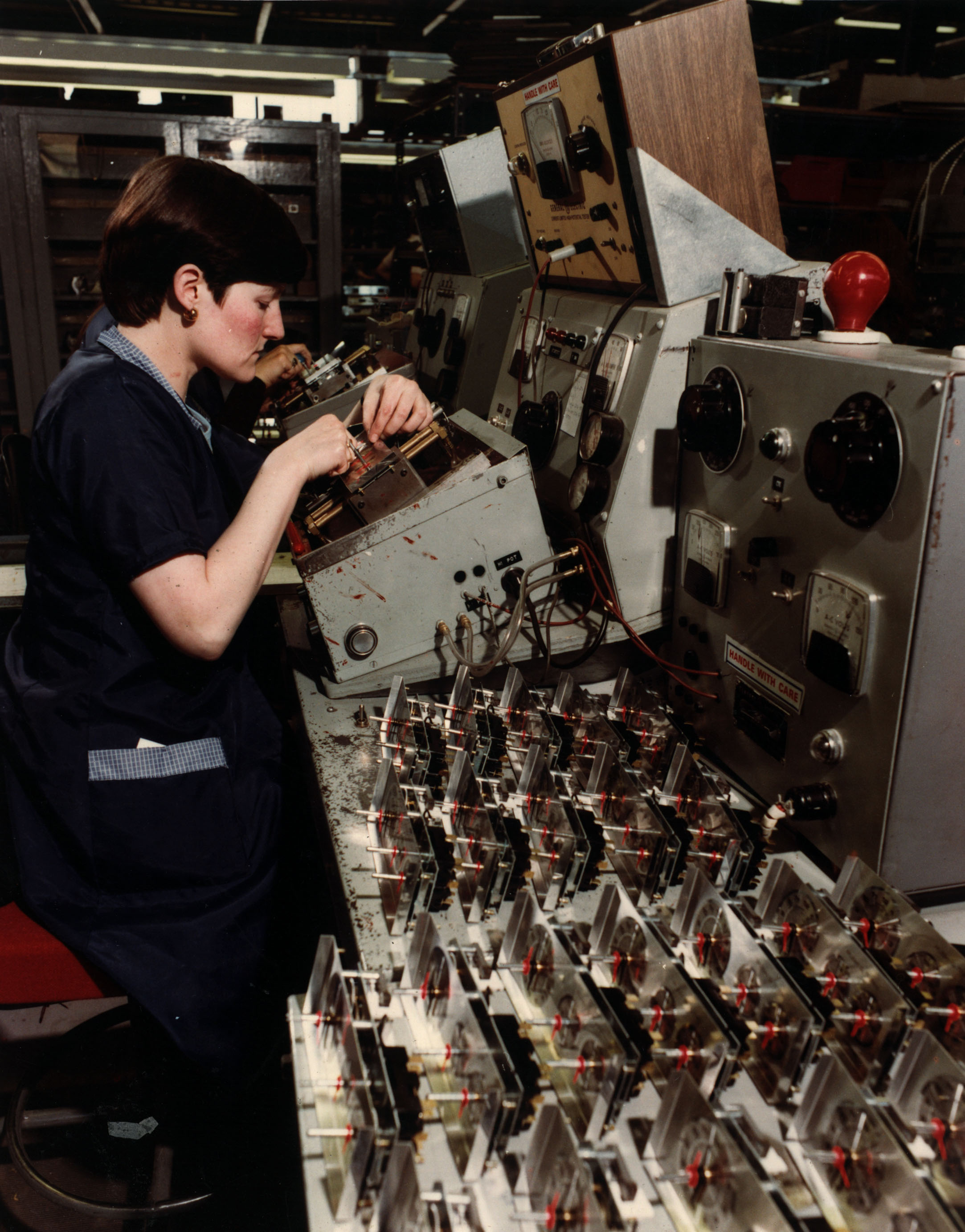
飛利浦的女性員工

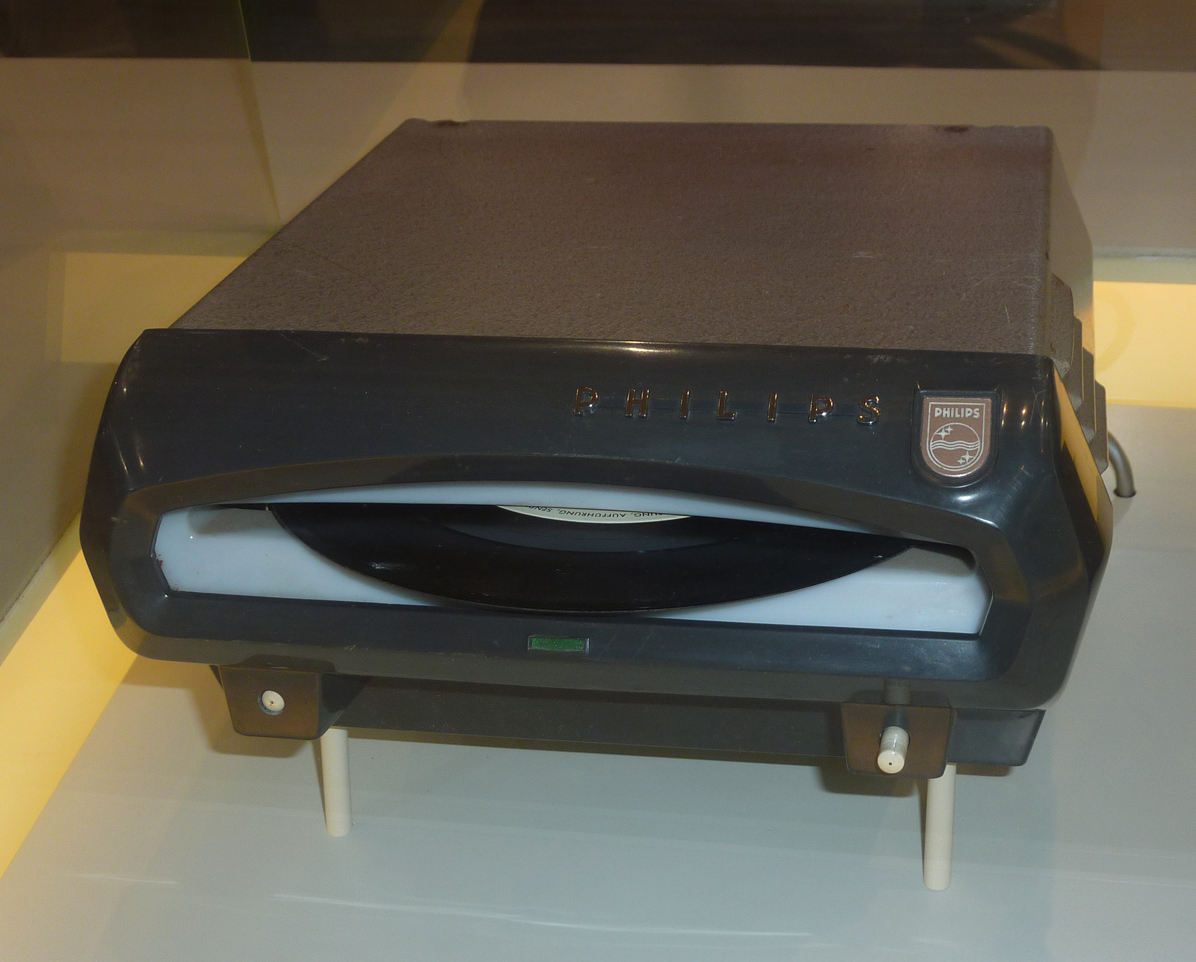
黑膠唱片自動換片機

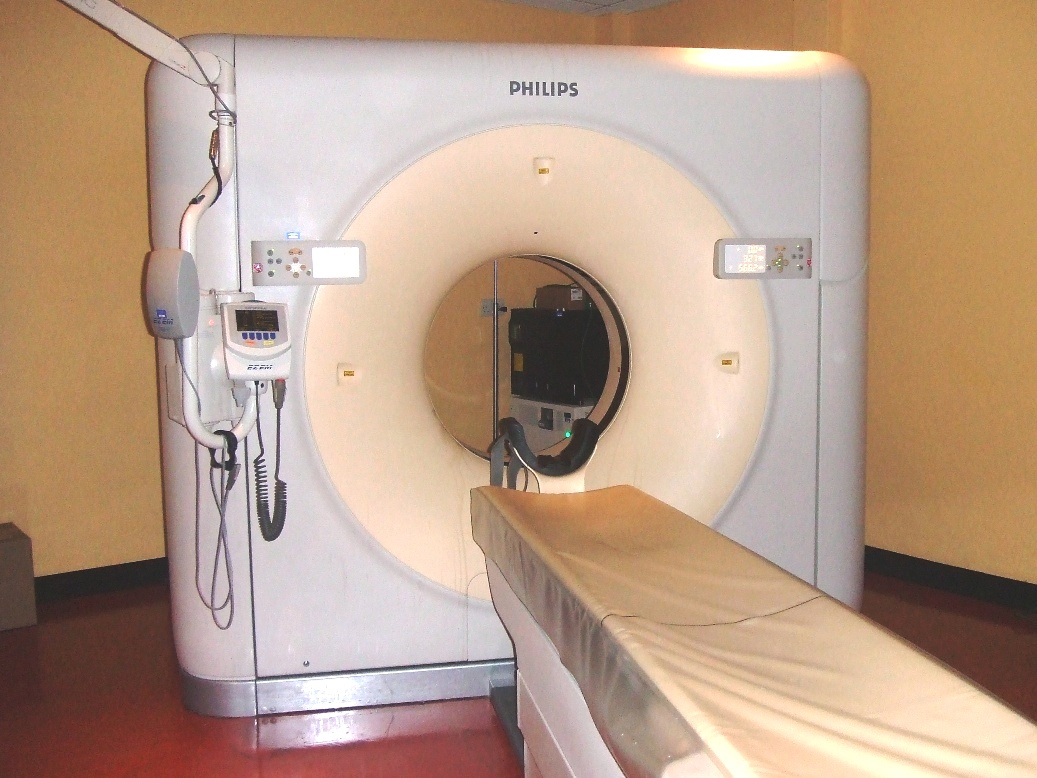
飛利浦電腦斷層機

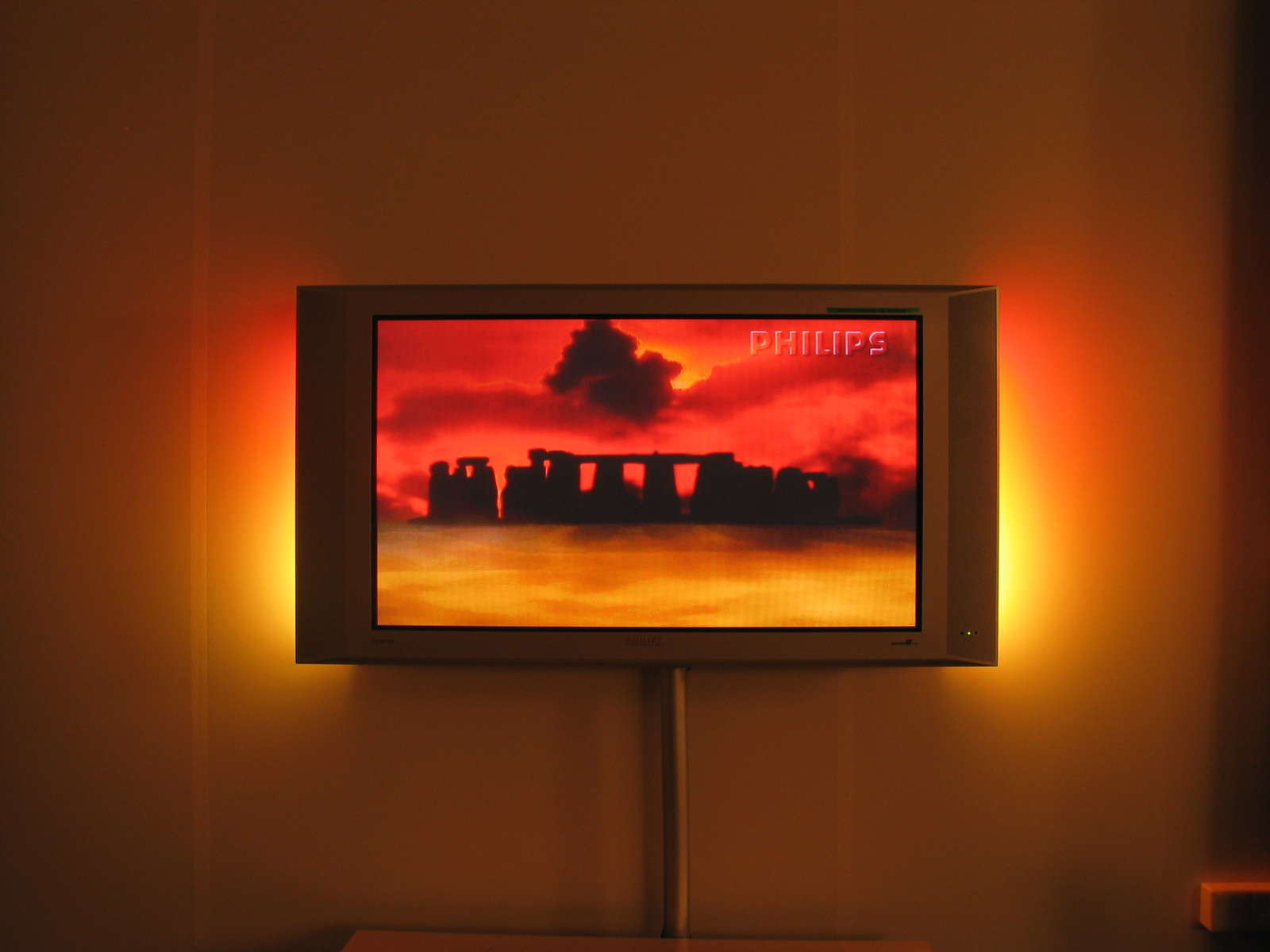
飛利浦液晶電視

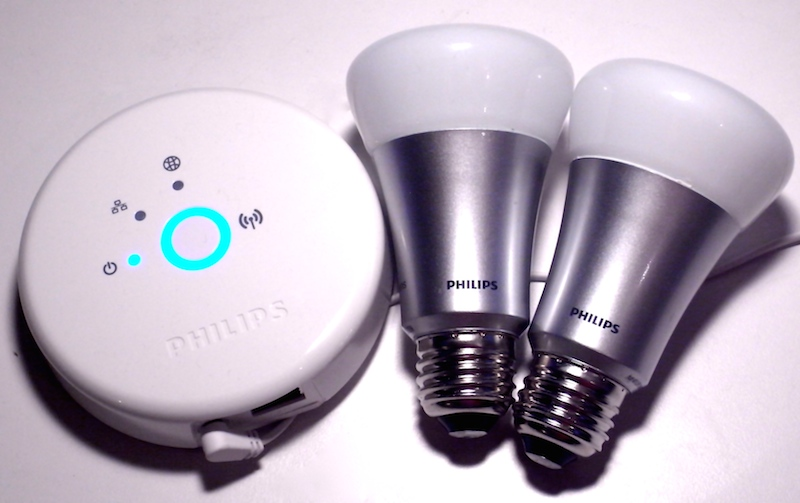
智慧燈泡

| 年份   | 事件 |
| 1927年 | 3月11日飞利浦成立短波电台PCJJ（后来PCJ）并在1929年成立姐妹台PHI。PHI在荷兰播出向荷属东印度（今印尼）广播，PCJJ使用英语，西班牙语和德语世界各地广播。                                                                                                  |
| 1928年 | 开始播出周日国际节目，由Eddie Startz主持的Happy Station节目，从而成为世界上最长的运行的短波节目。在1940年5月德国入侵，来自荷兰的广播被中断。德国征用在赫伊曾的发射机并协调其他德国控制的荷兰广播用于支持纳粹的广播。 解放后飞利浦没有恢复无线电广播。 |
| 1946年 | 国有化两个短波电台更名为荷兰国际广播电台，荷兰国际服务。有些节目如Happy Station继续播出。 |

### 第二次世界大战
| 年份   | 事件 |
| 1940年 | 5月9日飞利浦管理層得知德国將於第二天入侵荷兰。對此已做好准备的安东·飞利浦和他的女婿以及其他飞利浦家庭成员，携带大量公司资本逃到美国。在整个战争期间在美国管理经营他们的“北美飞利浦公司”。同时，公司註冊地转移到荷属安的列斯以保持其荷蘭身份。 弗里茨·飞利浦，安东的儿子，是唯一留在荷兰的飛利浦家庭成员。他通过说服纳粹相信382犹太人在生產過程中的必不可少，成功讓這些猶太人保住了性命，工廠則由德軍接收，工廠接收期間受到盟軍空襲轟炸而嚴重損害。 |
| 1943年 | 4月30日到9月20日間，由於工人罷工造成了工廠減產，弗里茨被關押在菲赫特（Vught）集中營。 |
| 1944年 | 9月18日，盟軍發動市場花園行動期間攻入及佔領位於燕豪芬飛利浦總部以及工廠地帶，而燕豪芬飛利浦總部這棟大樓在遊戲榮耀戰場：地獄棧道中則成為遊戲場景。 |
| 1996年 | 他因拯救數以百計猶太人的行動被以色列猶太大屠殺紀念館評為國際義人。 |

### 1945至2000

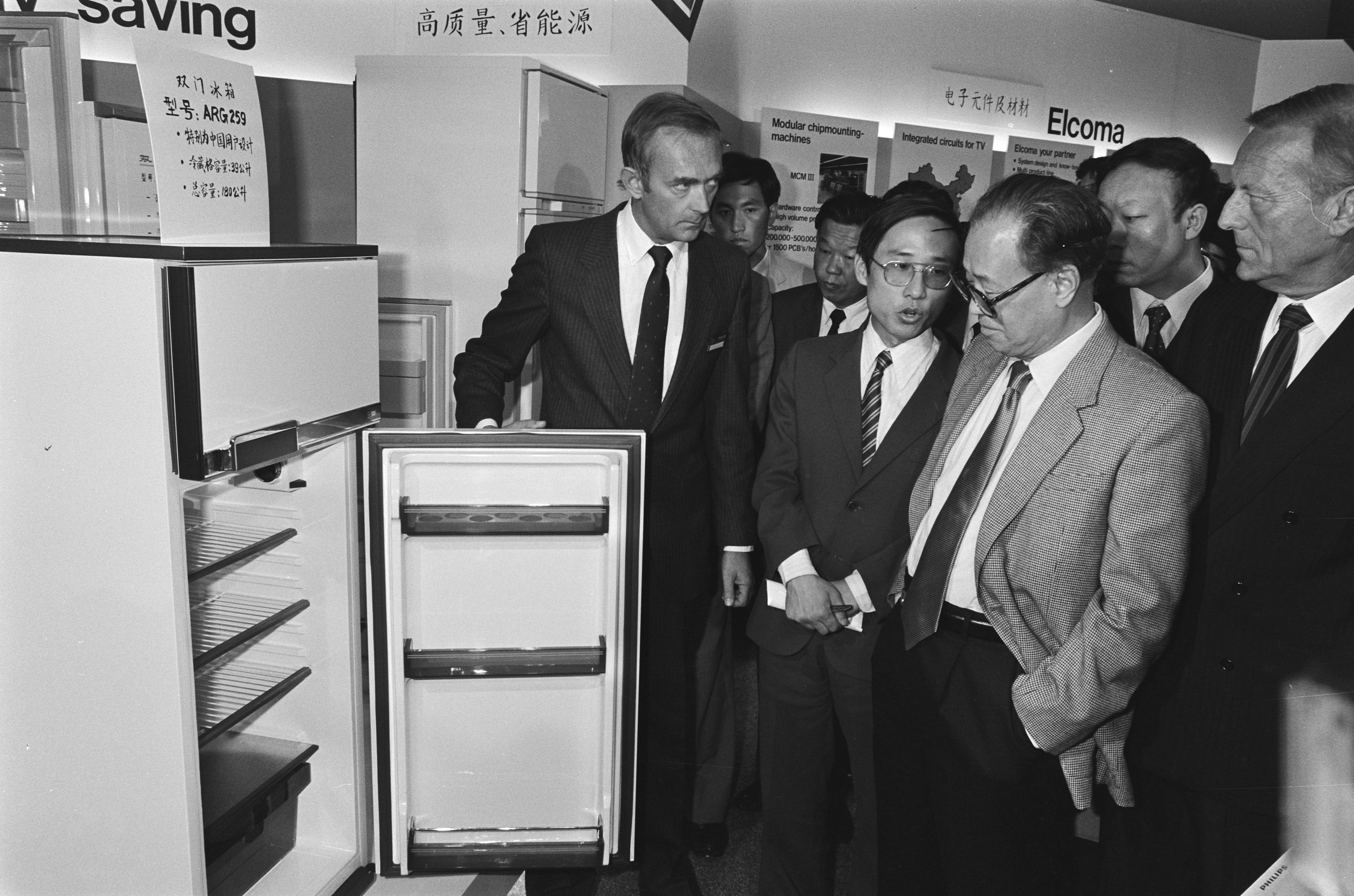
1985年，中国国务院总理赵紫阳访问荷兰时参观飞利浦

| 年份   | 事件 |
| 1949年 | 战后，该公司搬回到荷兰，总部设在埃因霍温。由於许多秘密研究设施在德軍佔領期間被成功地隐藏，公司在战后得以迅速恢复。公司开始销售电视机。 |
| 1950年 | 飛利浦唱片成立。1963年飞利浦公司推出卡式录音带，獲得巨大成功。飞利浦公司首次推出便携式收音机和录音机组合，稱其為“收录两用机”進行销售，现在則普遍被称为BOOM BOX。后来，磁带被用于电话答录机。20世纪七八十年代C-cassette更被用作早期个人计算机的大容量存储设备。 |
| 1972年 | 飞利浦在英國推出世界上第一个家用录像机，N1500。其相对笨重的录像带可以录制30分钟或45分钟影像。后来又推出了一个小时的录像带。随着来自索尼的Betamax和JVC的VHS的竞争，飞利浦推出N1700系统，從而第一次讓2个小时的電影可以錄在一个录影带上。                         |
| 1986年 | 飛利浦與台灣工研院簽約合資成立半導體製造公司，由當時的工研院院長張忠謀為主的團隊負責籌辦，後來命名為台灣積體電路股份有限公司，簡稱台積電。 |

### 21世紀
| 年份   | 事件 |
| 1999年 | 飛利浦與LG合資成立LG.Philips Display生產CRT螢幕 及LG.Philips LCD生產LCD螢幕。 |
| 2006年 | 生產CRT螢幕的LG.Philips Display宣告破產。 |
| 2006年 | 飛利浦出售半導體業務，後為恩智浦半導體。 |
| 2007年 | 3月，飛利浦與建興電子合資成立飛利浦建興數位科技。 |
| 2008年 | 飛利浦出售LG.Philips LCD股份給LG公司，後更名為LG Display。 |
| 2013年 | 1月27日飛利浦將旗下的音樂、影像、多媒體及配件業務以1.5億歐元出售予日本電子廠商船井電機（Funai）。 |
| 2013年 | 10月25日由於船井電機片面毀約，使得原本的切割案破局，飛利浦除了將對日本船井進行制裁外，這些部門將先由飛利浦旗下總部位於香港的獨立部門WOOX Innovations接管。2016年4月，船井電子遭國際仲裁庭裁決應給付飛利浦一億三千五百萬歐元以彌補損失。                                                         |
| 2015年 | 4月2日中國金沙江GO Scale Capital與亞太資源開發投資有限公司和南昌工業控股集團有限公司等財團聯合組成的併購基金，與荷蘭皇家飛利浦公司簽署協議，以33億美元收購從飛利浦分拆出來的Lumileds 80.1%股權以及「飛利浦」商標20年使用權。飛利浦保留Lumileds 19.9%的股權。2016年1月，飛利浦宣佈取消此項交易。 |
| 2016年 | 荷蘭皇家飛利浦公司正式表示，將以20億美元的價格，出售80.1％的股權給美國的私募基金 Apollo Global Management, LLC (NYSE: APO) ，飛利浦仍持有 19.9 ％的 Lumileds 股權。 |
| 2017年 | 7月5日Lumileds於官方網站宣佈成為Apollo Global Management旗下公司 |
| 2018年 | 3月16日飛利浦照明（阿姆斯特丹欧洲证券交易所代码：LIGHT）今日宣布，计劃将公司名称（飞利浦照明）改为Signify。新公司名源自对照明的全新定义：光已成为一种智慧语言，连接和传递信息。 |
| 2018年 | 9月19日飛利浦報告稱，它已收購總部位於美國的 Blue Willow Systems，這是一家基於雲的老年生活社區居民安全平台的開發商。。 |
| 2019年 | 3月7日飛利浦宣布將收購 Carestream Health Inc. 的醫療保健信息系統業務，後者是一家為醫院、影像中心和專科診所提供醫療成像和醫療保健 IT 解決方案的美國供應商。 |
| 2019年 | 7月18日飛利浦宣布通過收購位於波士頓的初創公司 Medumo，擴大其在美國的患者管理解決方案。 |
| 2020年 | 8月27日飛利浦宣布收購 Intact Vascular, Inc.，這是一家總部位於美國的微創外周血管手術醫療器械開發商。 |
| 2020年 | 12月18日飛利浦與美國領先的遠程心臟診斷和監測提供商 BioTelemetry, Inc. 宣布他們已達成最終合併協議。 |
| 2021年 | 1月19日飛利浦宣布收購 Capsule Technologies, Inc.，這是一家為醫院和醫療機構提供醫療設備集成和數據技術的提供商。 |
| 2021年 | 3月25日飛利浦宣布以 37 億歐元的價格將其家用電器部門出售給中國的高瓴資本集團。 |
| 2021年 | 9月飛利浦完成家用電器部門出售，包含15年品牌使用許可。 |

## 資料來源
1. ↑  . Philips.   [2020-12-19]. （原始内容存档于2020-11-27） （中文（中国大陆））. （页面存档备份，存于）
2. ↑  . led.zol.com.cn.   [2020-12-19]. （原始内容存档于2021-05-14）. （页面存档备份，存于）
3. ↑  . Philips.   [2020-12-19]. （原始内容存档于2021-05-14） （中文（臺灣））. （页面存档备份，存于）
4. ↑  . 华盛顿邮报. 2012-01-10  [13 January 2012]. （原始内容存档于2018-12-17） （英语）. （页面存档备份，存于）
5. ↑  . 鉅亨網. 2021-03-26  [2022-10-30]. （原始内容存档于2022-10-30） （中文（臺灣））. （页面存档备份，存于）
6. ↑  A. Heerding. . Huygens ING.   [2012-03-24]. （原始内容存档于2013-10-30） （荷兰语）. （页面存档备份，存于）
7. ↑  果永毅; 姚立. . 人民日报. 1985-06-20: 6.
8. ↑  Cameron, Ian. . EE Times. 30 November 2000.
9. ↑  
Template:Philips官方網站
10. ↑  . www.ledinside.com.tw.   [2025-03-14] （中文（臺灣））.
11. ↑  Koontz, Adam. . Lumileds. 2017-07-05  [2025-03-14] （美国英语）.
12. 1 2 3 4  . 美股之家. 2021-06-04  [2021-06-05]. （原始内容存档于2021-10-19）. （页面存档备份，存于）
13. ↑  . reuters. 2021-03-25  [2023-01-28]. （原始内容存档于2021-06-23）. （页面存档备份，存于）
14. ↑  . eenewseurope. 2021-09-03  [2023-01-28]. （原始内容存档于2022-06-29）. （页面存档备份，存于）